# Denhamia cupularis
Denhamia cupularis är en benvedsväxtart som först beskrevs av Ding Hou, och fick sitt nu gällande namn av M.P.Simmons. Denhamia cupularis ingår i släktet Denhamia och familjen Celastraceae. Inga underarter finns listade.